# Casey Kaufhold
Casey Kaufhold (Lancaster, 6 de marzo de 2004) es una deportista estadounidense que compite en tiro con arco, en la modalidad de arco recurvo.
Participó en dos Juegos Olímpicos de Verano, obteniendo una medalla de bronce en París 2024, en la prueba de equipo mixto (junto con Brady Ellison), y el octavo lugar en Tokio 2020, en la prueba por equipo.
Ganó una medalla de plata en el Campeonato Mundial de Tiro con Arco al Aire Libre de 2021, en la prueba individual. En los Juegos Panamericanos obtuvo seis medallas, dos de oro y una de bronce en 2019 y dos de oro y una de bronce en 2023.

## Palmarés internacional
| Juegos Olímpicos                 | Juegos Olímpicos         | Juegos Olímpicos  | Juegos Olímpicos |
| Año                              | Lugar                    | Medalla           | Prueba           |
| -------------------------------- | ------------------------ | ----------------- | ---------------- |
| 2024                             | París (Francia)          | Medalla de bronce | Equipo mixto     |
| Campeonato Mundial al Aire Libre |                          |                   |                  |
| Año                              | Lugar                    | Medalla           | Prueba           |
| 2021                             | Yankton (Estados Unidos) | Medalla de plata  | Individual       |
| Juegos Panamericanos             |                          |                   |                  |
| Año                              | Lugar                    | Medalla           | Prueba           |
| 2019                             | Lima (Perú)              | Medalla de oro    | Equipo           |
| 2019                             | Lima (Perú)              | Medalla de oro    | Equipo mixto     |
| 2019                             | Lima (Perú)              | Medalla de bronce | Individual       |
| 2023                             | Santiago (Chile)         | Medalla de oro    | Equipo           |
| 2023                             | Santiago (Chile)         | Medalla de oro    | Equipo mixto     |
| 2023                             | Santiago (Chile)         | Medalla de bronce | Individual       |